# Vladimír Mečiar
Vladimír Mečiar (Zvolen, 26 luglio 1942) è un politico slovacco, leader del Partito Popolare - Movimento per una Slovacchia Democratica e già Presidente del Governo dal 27 giugno 1990 al 6 maggio 1991, dal 1º gennaio 1993 al 15 marzo 1994 e dal 13 dicembre 1994 al 30 ottobre 1998. Fu candidato alle elezioni presidenziali nel 1999 e nel 2004.

## Biografia

### Dal 1942 al 1993
Nel 1968 esordì nel Partito Comunista Cecoslovacco, allora l'unico modo di mettersi in mostra nella Cecoslovacchia comunista, come presidente del consiglio municipale di Žiar nad Hronom, per essere dimesso l'anno successivo all'invasione della Cecoslovacchia da parte delle truppe del Patto di Varsavia, quando rivolse un discorso riformista al Parlamento nazionale e ne fu espulso. L'anno successivo fu espulso dal Partito comunista e fu incluso dal Comitato Centrale dello stesso Partito nel lungo elenco dei nemici del regime socialista. Si iscrisse alla Facoltà di Legge dell'Università Comenius di Bratislava, mentre lavorava in una fabbrica di vetro.
Nel tardo 1989, durante la rapida Rivoluzione di velluto, entrò nel nuovo partito politico Pubblico contro la Violenza (Verejnosť proti násiliu, VPN), il corrispondente del Forum Civico ceco. L'11 gennaio 1990 quando la VPN era in cerca di personaggi politici da proporre per il governo della Slovacchia, Mečiar fu nominato Ministro degli Interni e dell'Ambiente su raccomandazione di Alexander Dubček, che fu colpito dalla competenza di Mečiar. Dopo le prime elezioni democratiche in Cecoslovacchia nel giugno 1990, fu nominato Primo Ministro (in rappresentanza della VPN) in un governo di coalizione fra la VPN e il Movimento Cristiano-Democratico. Perseguì la riforma economica nell'ambito della federazione con i Cechi.
Nel 1990 il panorama politico in Repubblica Ceca e in Slovacchia iniziò ad evolversi e nacquero molti nuovi partiti politici. Entro la fine del 1990, alcuni alleati politici di Mečiar presero le distanze da lui. Il partito si divise in due a marzo 1991: i sostenitori di Mečiar (per larga parte membri del governo) e gli avversari di Mečiar (guidati dall'allora presidente del partito Fedor Gál). In seguito, il 23 aprile 1991, il Presidium del Parlamento Slovacco lo sfiduciò e fu sostituito da Ján Čarnogurský, allora leader del Movimento Democratico Cristiano. Tre giorni dopo, la VPN si scisse nel Movimento per una Slovacchia Democratica (HZDS) e nella VPN (da ottobre 1991 chiamata ODÚ-VPN, poi solo ODÚ). Mečiar fu eletto presidente dell'HZDS nel giugno 1991. La ragione ufficiale della scissione secondo l'ODÚ era che Mečiar era divenuto un "dittatore".
Nel 1991 e nel 1992, ebbero luogo frequenti, ma infruttuose negoziazioni tra la Repubblica Ceca e la Slovacchia riguardo alle future relazioni tra le due repubbliche federate della Cecoslovacchia. I vincitori delle elezioni del giugno 1992 in Cecoslovacchia e i nuovi Primi Ministri furono il Partito Democratico Civico guidato da Václav Klaus in Repubblica Ceca e l'HZDS guidato da Vladimír Mečiar in Slovacchia. Prima e immediatamente dopo queste elezioni, l'HZDS sostenne la creazione di una federazione più leggera fra le due repubbliche. Invece la sua controparte ceca avrebbe voluto una Cecoslovacchia ancora più centralizzata oppure due Paesi separati. Siccome queste due visioni erano inconciliabili, Mečiar e Klaus risolvettero (al termine di intense negoziazioni, ma senza consultare il popolo mediante referendum) il 23 luglio a Bratislava di dividere la Cecoslovacchia e di creare due Stati indipendenti. Conseguentemente, Mečiar e Klaus divennero i Primi Ministri dei due Stati il 1º gennaio 1993.

### Dal 1993 ad oggi
In seguito alle dimissioni parlamentari di otto membri dell'HZDS nel marzo 1993, Mečiar perse la maggioranza in parlamento. Nello stesso frangente l'HZDS perse anche l'appoggio del presidente della Repubblica, Michal Kováč, che era stato indicato dall'HZDS. Tuttavia, fu solo nel marzo 1994 che fu deposto come premier dal Parlamento e che i partiti di opposizione diedero vita a un nuovo governo presieduto da Jozef Moravčík.
Dopo le elezioni di settembre e ottobre 1994, nelle quali il suo HZDS conquistò il 35% dei voti, Mečiar ridivenne Presidente del Governo. Nel periodo successivo, fu costantemente criticato dai suoi avversari e dall'Occidente per il suo stile autocratico, per la mancanza di rispetto per la democrazia, per la corruzione (che rimane un problema irrisolto) e per la privatizzazione torbida e selvaggia delle imprese pubbliche che fu perseguita durante il suo mandato. Questa politica di privatizzazioni fu accompagnata da ampie appropriazioni illegali di beni pubblici.
In questo periodo Mečiar fu in costante conflitto con il Presidente della Repubblica. Fu anche criticato per essersi servito dei Servizi Segreti slovacchi per il rapimento del figlio del Presidente Michal Kováč Junior nell'agosto 1995, ma la sua colpevolezza non è stata dimostrata. Al termine del mandato di Kovač nel marzo 1998 il Parlamento non trovò un accordo per eleggere un successore ed egli esercitando ad interim le funzioni di presidente della repubblica, concesse l'amnistia per alcuni colpevoli del rapimento. Conseguentemente, la Slovacchia si ritrovò parzialmente isolata dall'Occidente e i ritmi delle trattative di adesione all'Unione europea e alla NATO furono molto lenti che non per i Paesi vicini, benché Mečiar abbia sempre sostenuto l'adesione del suo Paese sia all'Unione Europea sia alla NATO.
Nonostante il successo elettorale del settembre 1998 in cui l'HZDS risultò il partito di maggioranza relativa con il 27% dei voti, Mečiar non riuscì a formare una coalizione e Mikuláš Dzurinda divenne premier. Mečiar fu uno dei due candidati al ballottaggio per le prime elezioni dirette del Presidente della Repubblica nel 1999, ma fu sconfitto da Rudolf Schuster. Nel 2000 l'HZDS cambiò nome in Partito Popolare - Movimento per una Slovacchia Democratica. Le elezioni del 2002 videro ancora l'HZDS come il partito di maggioranza relativa con il 20%, ma ancora una volta, il partito non riuscì a formare una coalizione. Nelle elezioni presidenziali del 2004 Mečiar fu nuovamente candidato, ma fu sconfitto al ballottaggio da Ivan Gašparovič, in precedenza suo alleato per molto tempo.